# Mildred Fizzell
Mildred Fizzell, född 12 juni 1915 i Toronto i Ontario, död 11 november 1993 i Toronto, var en kanadensisk friidrottare.
Fizzell blev olympisk silvermedaljör på 4 x 100 meter vid sommarspelen 1932 i Los Angeles.